# Café Dillighaus

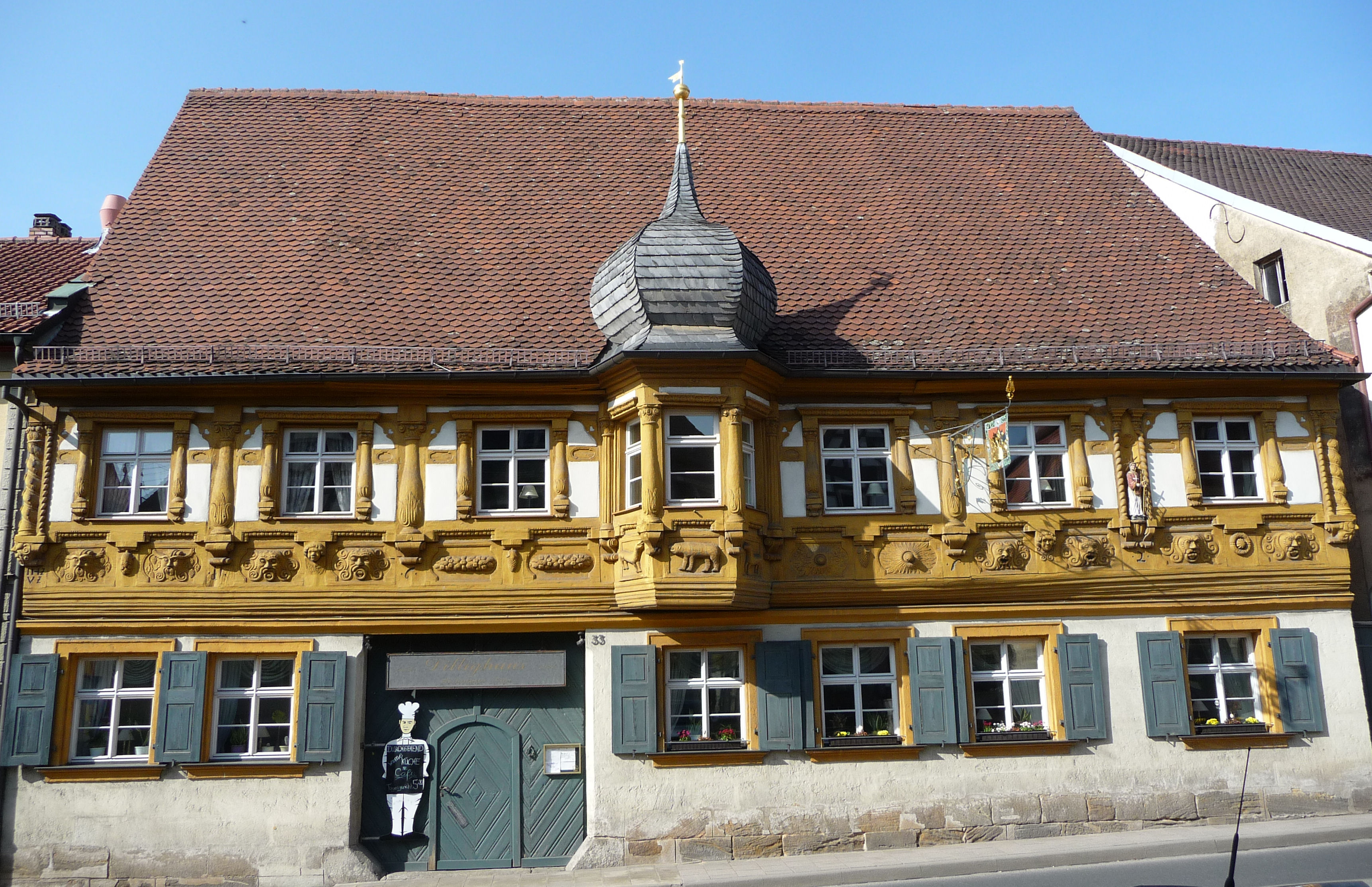
Café Dillighaus in Scheßlitz

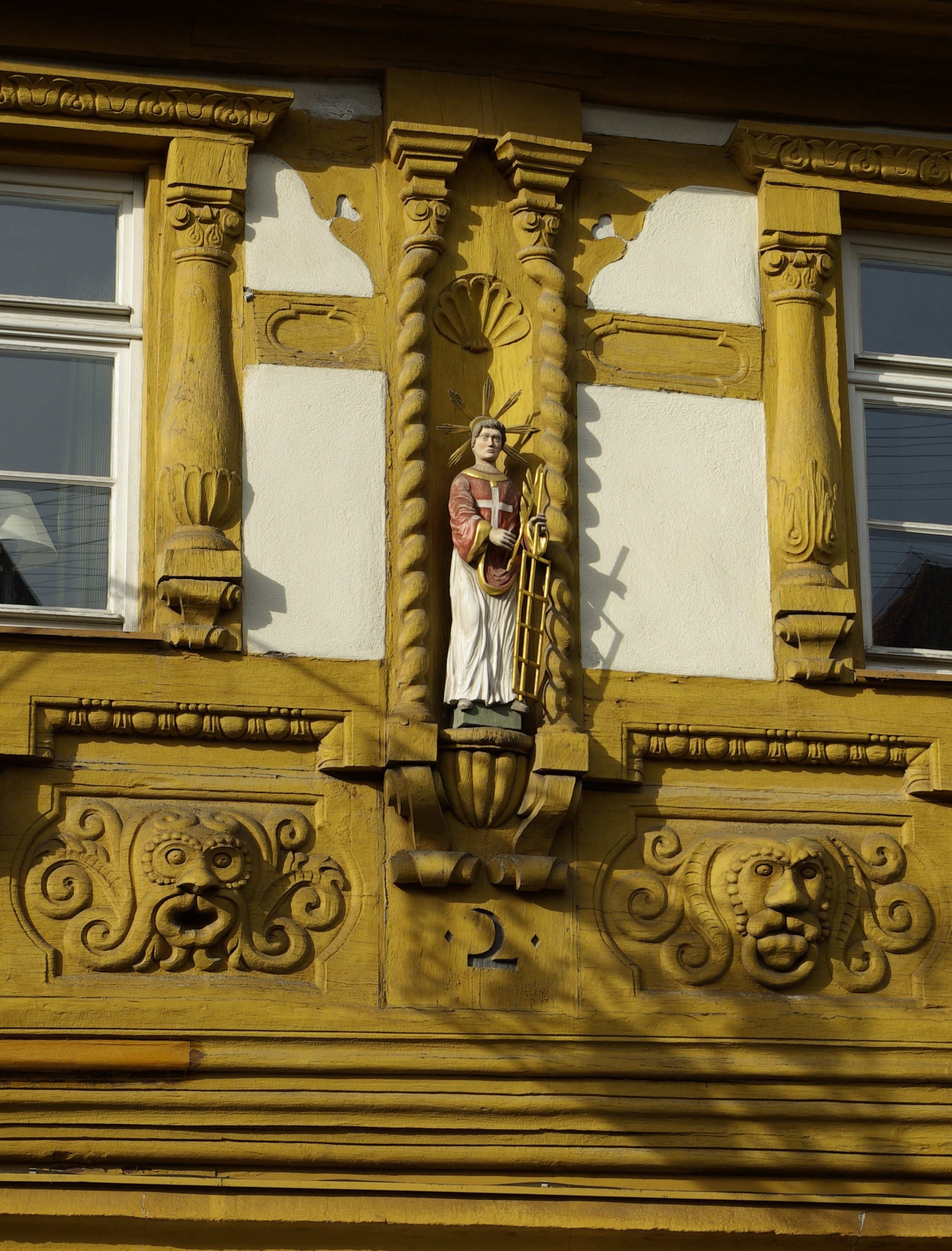
Figur des heiligen Laurentius und Fratzengesichter an der Brüstung

Das Café Dillighaus in Scheßlitz, einer Stadt im oberfränkischen Landkreis Bamberg in Bayern, wurde 1692 errichtet. Das Fachwerkhaus an der Hauptstraße 33 ist ein geschütztes Baudenkmal.

## Geschichte
Das ehemalige Zunfthaus der Büttner und Brauer wurde für den Zimmermann und Wagner Georg Ehrnbeich († 1720) erbaut und kam 1847 in den Besitz der Familie Dillig. Es beherbergt heute unter dem Namen Restaurant Athene ein griechisches Restaurant. Der Erbauer errichtete das Gebäude mit Hilfe des Zimmermeisters Jörg Hofmann aus Zeil am Main, der sich am Schwellbalken mit  IHZ 1692 VZ (Jörg Hofmann Zimmermeister von Zeil) verewigte.

## Architektur
Das repräsentative zweigeschossige Haus besitzt ein steinernes Erdgeschoss und ein Obergeschoss in Fachwerkbauweise. Der zentral angeordnete Erker ist mit einer Zwiebelhaube gedeckt und von einem Dachknauf bekrönt. Die rundbogige Einfahrt erschließt die Neben- und Wirtschaftsgebäude im Hof. Das Obergeschoss mit sieben Fensterachsen ist mit ungewöhnlich reichem Zierfachwerk geschmückt. Die Eckständer haben aufwendig gearbeitete gewundene Dreiviertelsäulen mit Männerköpfen. Die übrigen Ständer zeigen gebuste Halbsäulen mit korinthisierenden Kapitellen. Auf den Brüstungsfeldern sind Fratzengesichter und über dem Tor Fruchtkränze dargestellt. Rechts außen vor dem letzten Fenster steht in einer Nische eine Skulptur des heiligen Laurentius, des Schutzpatrons der Bierbrauer, Köche und Wirte.